# Palais Bourbon

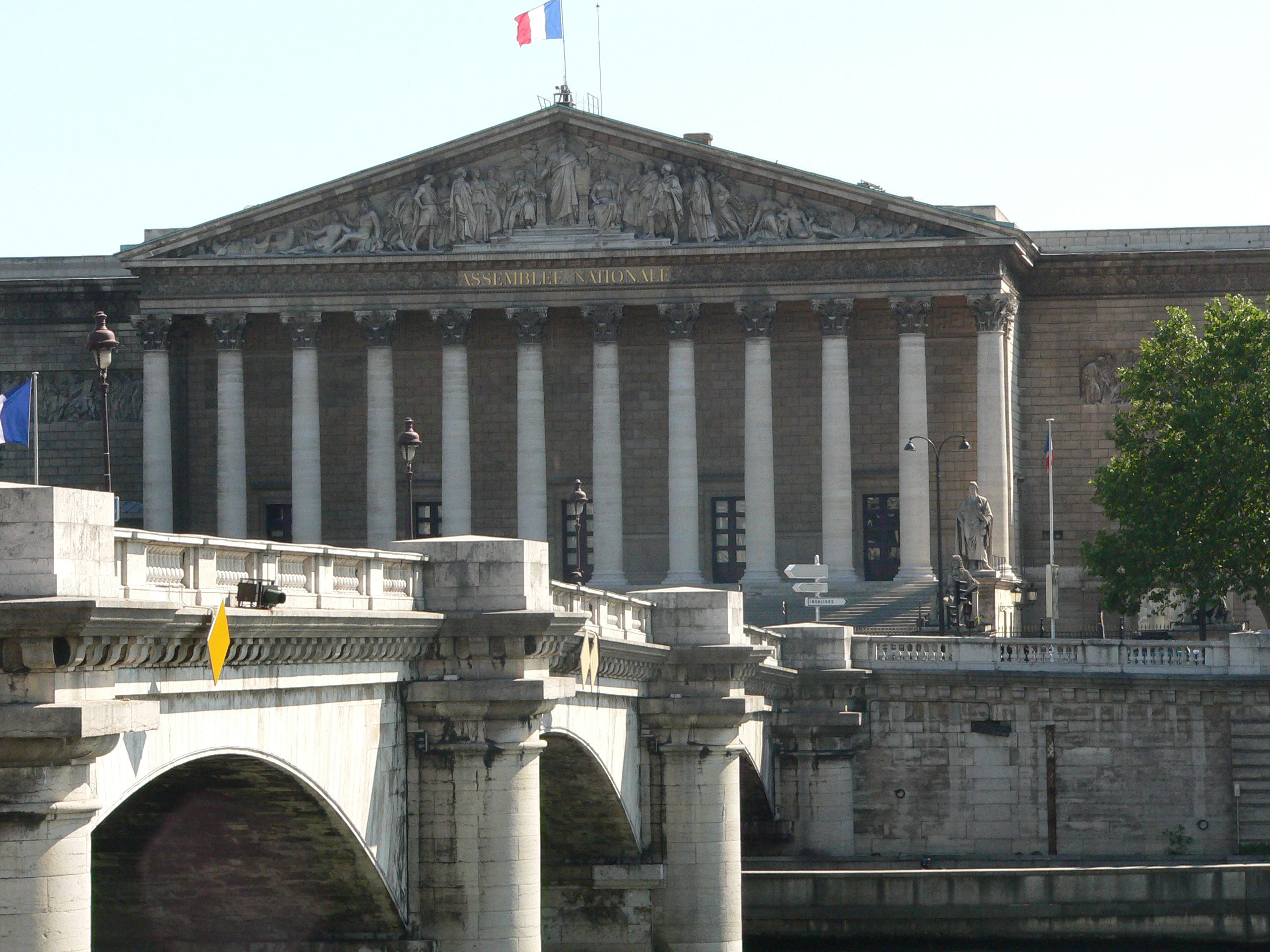
El Palais Bourbon vist de l'altra riba del Sena i el Pont de la Concorde.

El Palais-Bourbon és l'edifici on hi ha l'Assemblea Nacional Francesa, a la riba esquerra del Sena, al costat del Pont de la Concorde i de la Place de la Concorde.

## Història
El palau Bourbon va ser construït per a Louise Françoise de Bourbon, Mademoiselle de Nantes, filla legitimada de Lluís XIV de França i de Madame de Montespan, que s'havia casat amb Lluís III de Bourbon-Condé, duc de Bourbon i 6è príncep de Condé.
La construcció de l'edifici comença el 1722. Diversos arquitectes se succeeixen, Giardini, Pierre Cailleteau anomenat «Lassurance», tots dos prematurament morts, després Jean Aubert i Jacques V Gabriel que acaba els treballs el 1728. Esdevé propietat del Príncep de Condé que l'amplia el 1764. Té aleshores la forma d'un vast palau a l'estil del Grand Trianon a Versalles i prop de l'hotel de Lassay, construït simultàniament i al qual serà aviat unit per una galeria.

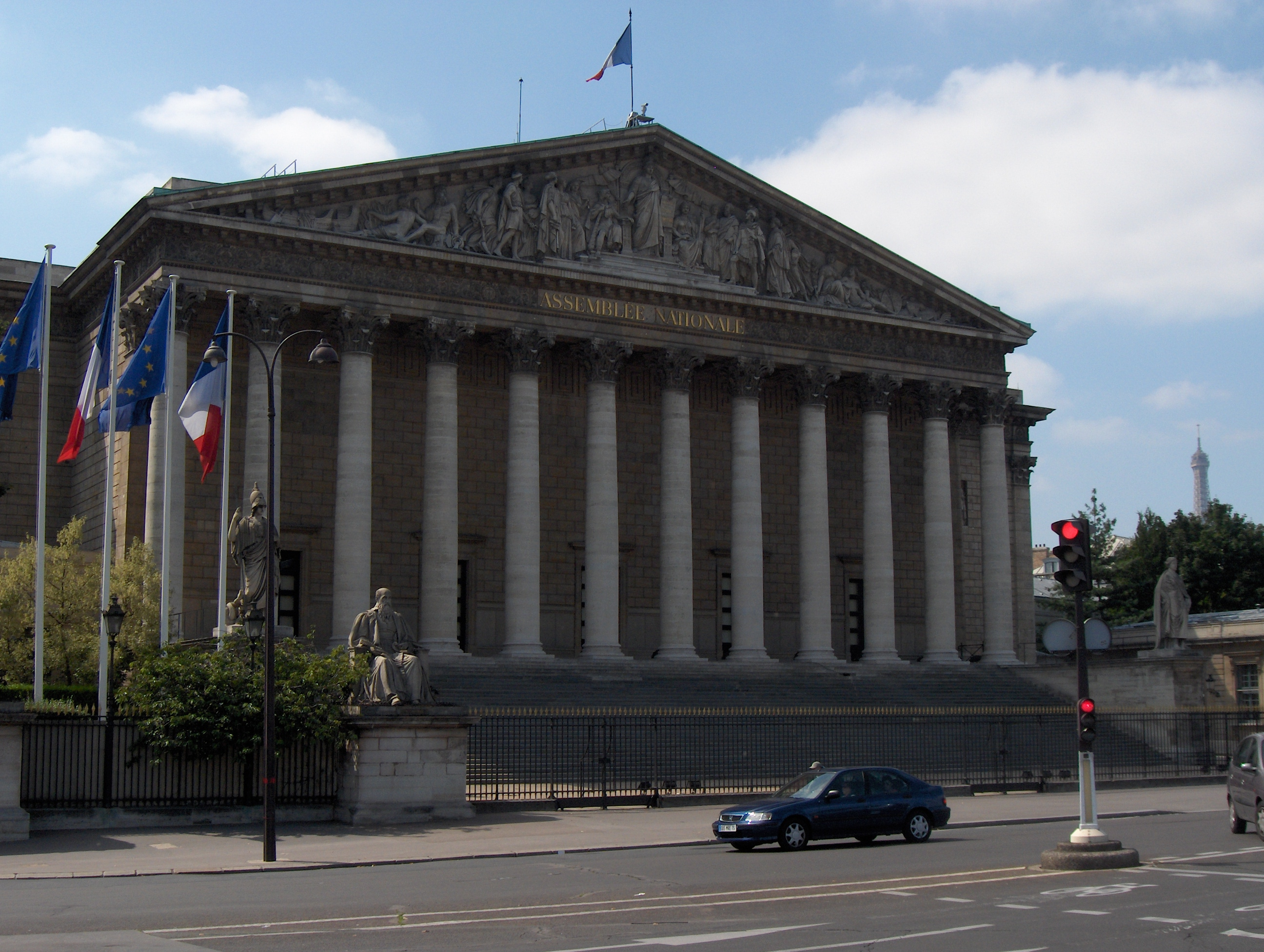
Assemblée Nationale - El Palais-Bourbon

Confiscat el 1791, el palau és declarat bé nacional. S'hi instal·la el 1794 la futura École polytechnique abans de ser destinat el 1795 al Conseil des Cinq-Cents, les disposicions ocasionades per aquests darrers ocupants són realitzades per l'arquitecte Pierre-François-Léonard Fontaine.
És llavors que Napoleó I, sobre els plànols de l'arquitecte Bernard Poyet, modifica la façana nord, elevant dotze columnes en temple grec. L'imponent  timpà al·legòric és esculpit per Antoine Chaudet i representa Napoleó I a cavall oferint al Cos Legislatiu les banderes conquerides a  Austerlitz. A la tornada dels Bourbons al tron, els baixos relleus són martellejats i són reemplaçats per una escena magnificant la Carta constitucional atorgada als francesos per Lluís XVIII de França, escena esculpida per Evariste Fragonard. Al seu torn, la Monarquia de Juliol reemplaçarà aquest timpà per l'actual: França, recoberta a l'antic, dempeus davant el seu tron, acompanyada de la Força i de la Justícia, cridant l'elit a la confecció de les lleis, obra de Jean-Pierre Cortot.
Acull llavors, després de modificacions interiors, les diferents cambres de diputats sota la  Restauració i el  Segon Imperi, és la seu de l'Assemblea nacional de la República francesa des de 1879. Les quatre estàtues que flanquegen l'escala són les de quatre grans empleats de l'Estat: Maximilien de Sully, Jean-Baptiste Colbert, Henri François d'Aguesseau i Michel de L'Hospital.

## Col·leccions de l'Assemblea nacional

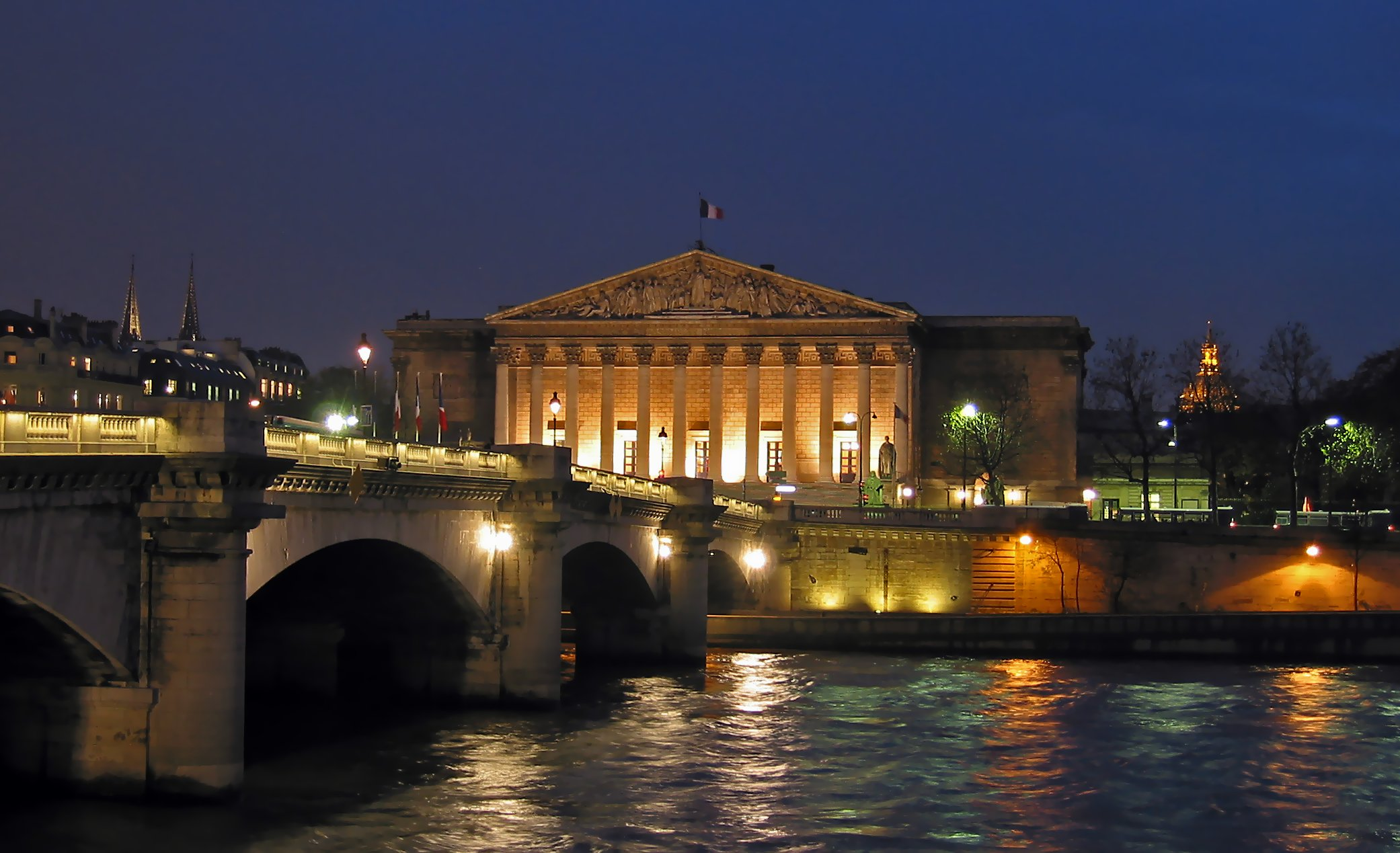
El palais Bourbon de nit

Conté una preciosa biblioteca de la qual el fons va ser constituït a partir dels béns confiscats als aristòcrates emigrants després de la  Revolució. Entre les seves riqueses, les minutes del procés a Joana d'Arc, els manuscrits de Jean-Jacques Rousseau, la col·lecció dels busts de parlamentaris en terra cuita d'Honoré Daumier (les «célébrités du juste-milieu») i el Codex Borbonicus.
La biblioteca ha estat decorada al segle xix per Eugène Delacroix. El pintor hi ha encarnat, a cinc cúpules i una vintena de penjolls, la Ciència, la Filosofia, la Legislació, la Teologia i la Poesia, representades en escenes al·legòriques calentes en colors.